# 特徴づけ (数学)
数学において、「性質 P が対象 X を特徴づける (characterize)」とは、X が性質 P を持っているだけでなく、性質 P を持っているものが X のみであることを意味する。「性質 Q は Y を同型の違いを除いて特徴づける」というような主張も一般的である。

## 例
- 平行四辺形は対辺が平行な四角形である。その特徴づけの一つは、対角線が互いを二等分することである。つまり、すべての平行四辺形の対角線は互いを二等分し、逆に、対角線が互いを二等分する四角形は平行四辺形でなければならない。
- 「ボーア・モレルップの定理により、f(1) = 1 かつ x > 0 に対し x f(x) = f(x + 1) なるすべての関数 f の中で、対数凸性はガンマ関数を特徴づける。」これが意味するのは、すべてのそのような関数のうち、ガンマ関数が対数凸である唯一のものであるということである。（関数 f が対数凸であるとは、log f が凸関数であることをいう。）
- 円は、滑らかな多様体として、微分同相の違いを除いて、1次元でコンパクトかつ連結であるものとして特徴づけられる。